# 数学家

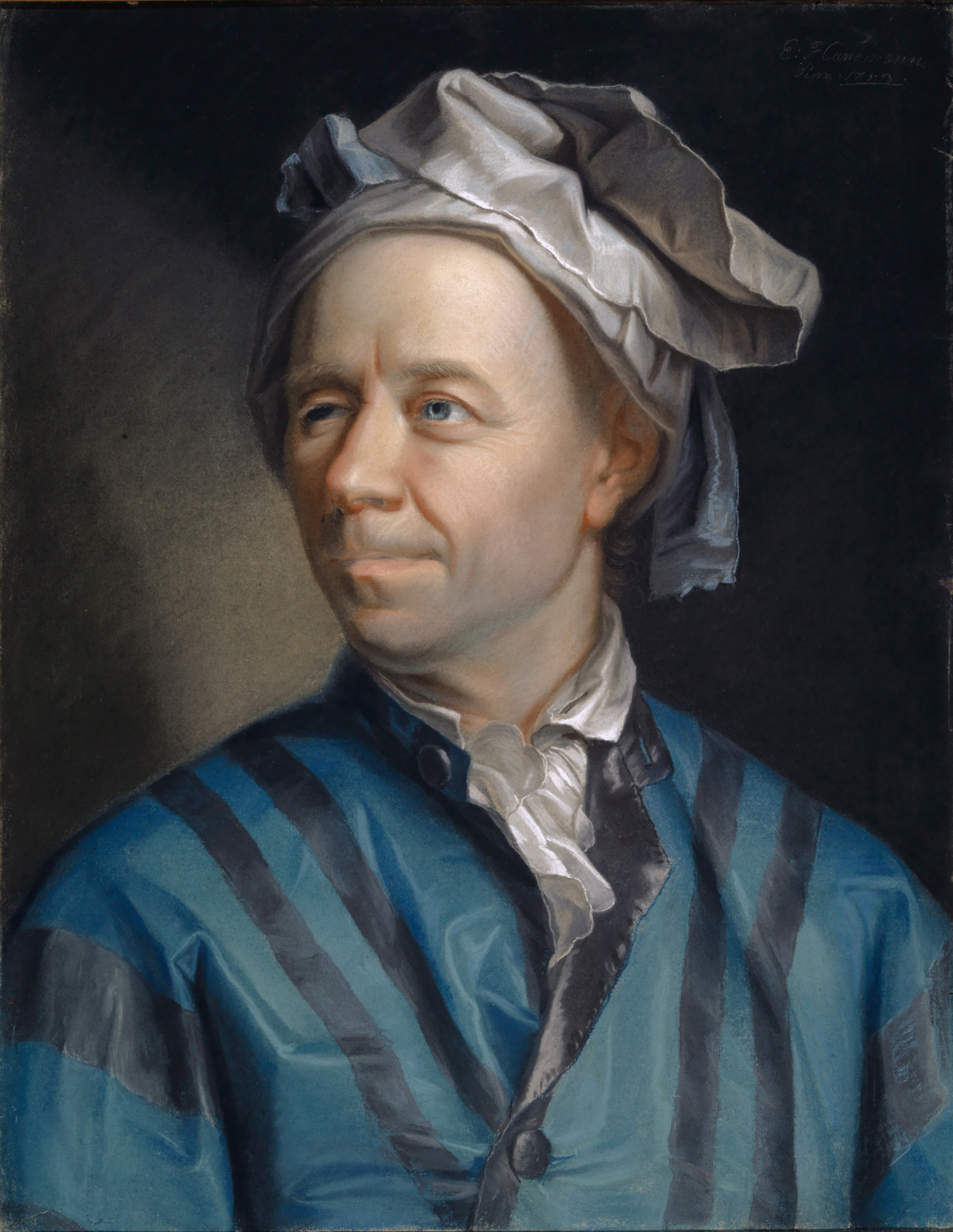
瑞士數學研究所歐拉是歷史上最多產的數學家之一

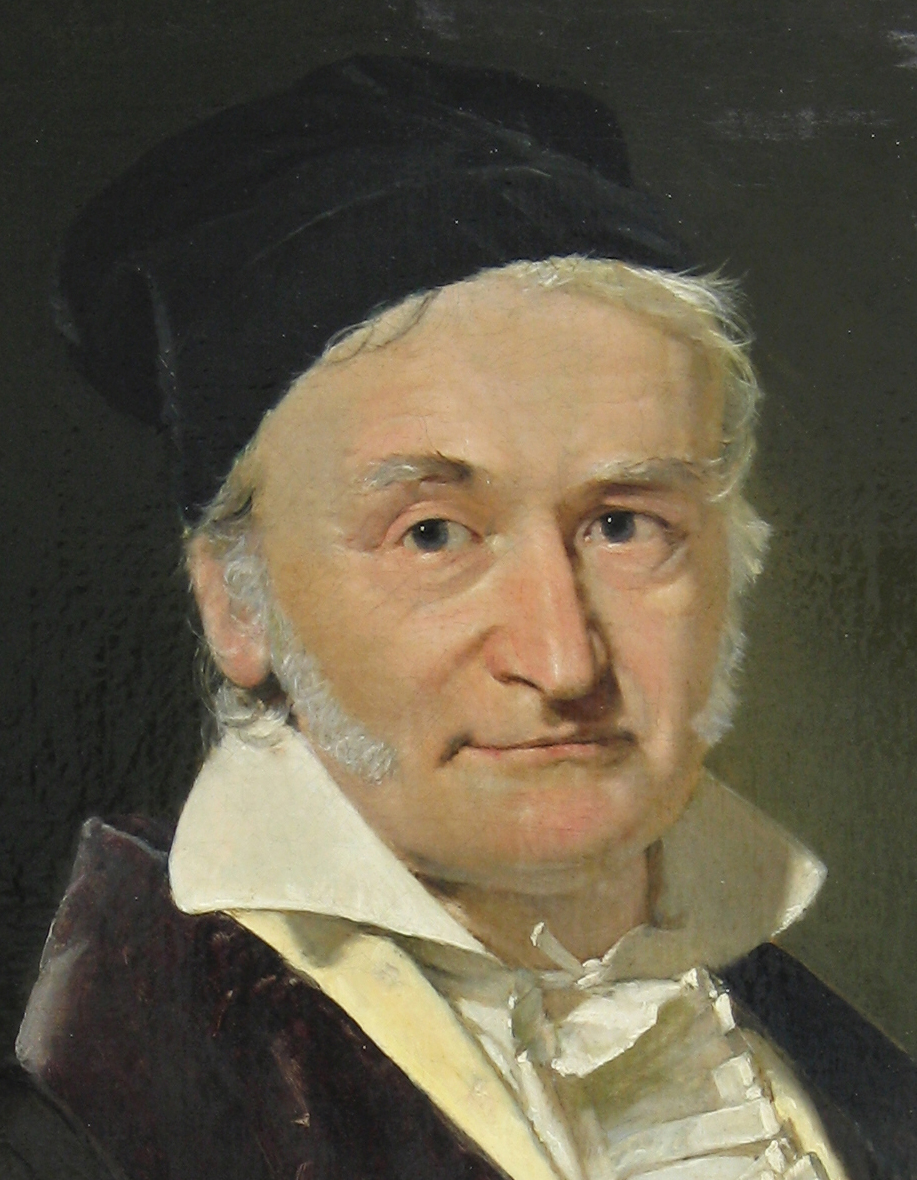
卡爾·弗里德里希·高斯被認為是歷史上最重要的數學家之一，並有「數學王子」的美譽。

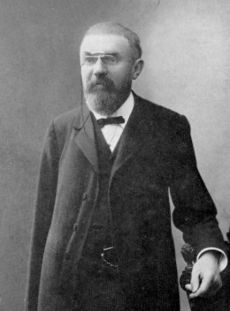
儒勒·昂利·龐加萊是法國最偉大的數學家之一，被認為是歷史上最後一位數學全才

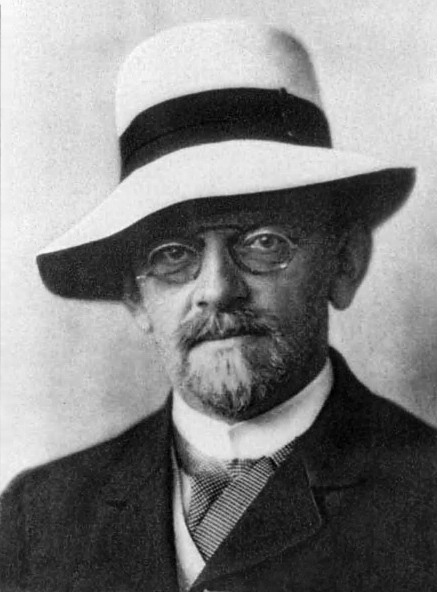
大衛·希爾伯特是19世紀和20世紀初最具影響力的數學家之一

数学家是指一群對數學有深入了解的人士，并且將其知識運用於其工作上（特別是解決數學問題）。數學家專注於數、數據、邏輯、集合、結構 (數學)、空間、變化。專注於解決純數學（基础数学）領域以外的問題的數學家稱為應用數學家，他們運用他們的特殊數學知識與專業的方法解決許多在科學領域的顯著問題。因為專注於廣泛領域的問題、理論系統、定點結構。應用數學家經常研究與制定數學模型。

## 數學家的工作
所謂的數學研究工作，不僅是瞭解及整理已知的結果，還包含著創造新的數學成果與理論。會強調這點是因為許多人誤解數學是一個已經被研究完的領域。事實上，數學上還有許多未知的領域和待解決的問題，也一直有大量新的數學成果發表。這些數學成果有些是新的數學知識，有些是新的應用方式。
所以心算家、珠算家不是數學家，數學家也不見得能夠快速的做出各種計算。

## 動機
數學家通常在數論、拓撲學、近世代數、微分拓撲、泛函分析等領域進行研究工作。數學的多數問題來自數學本身，其它一些則來源於理論物理；除此以外，尚有少量問題來源於經濟學、決策（games），以及計算機科學。某些數學問題僅僅是因為解決它們的困難而提出的。
數千年以來，數學挑戰著人們的思維，並使人們沉迷於其中。今天，數學已經成為學習物理學、計算機科學、化學以及其它諸多自然科學的必備基礎。
諾貝爾獎沒有給數學設立單獨的獎項；在數學界，菲爾茲獎通常被視為最高榮譽。菲爾茲獎有時被稱作「諾貝爾數學獎」，每四年頒發一次；獲獎人最多四名，且均是年輕（40歲以下）的數學家。其它主要的數學獎項還包括阿貝爾獎、Nemmers數學奖（Nemmers Prize in Mathematics）、沃爾夫獎（Wolf Prize）、罗尔夫朔奖（Rolf Schock Prize），以及内万林纳奖（Nevanlinna Prize）。

## 解决数学问题的思维方式
数学家解决数学问题一般有两种思维方式。代数型数学家往往将数学问题转化成数字或者方程式进行思考；几何型数学家则常常把问题转化成图形来思考。

## 差異
數學與自然科學的差異在於，自然科學中的物理理論是通過實驗測試的，而數學語句則是由數學證明支撐的，而這些證明可以被數學家“客觀”地加以驗證。如果數學家相信（通常是因為其某些特例已在某種程度上得到證實）某一語句為真，但該語句尚未被證明為真或證明為假，則稱該語句為猜想，而非一個已被證明為真的定理。
即使是在理論物理學中，一旦人們發現了有關物理世界的新的信息，其理論就有可能發生改變。相比之下，數學則以另一種方式改變：新觀點並非否定舊觀點，而是被用來將既有的觀念推廣，以便解釋更多現像。例如，單變量微積分被推廣為多變量微積分，再被推廣為流形上的分析。代數幾何從經典到現代形式的發展便是一個極好的例子：觀點發生重大的轉變，而既有的證明則絲毫沒有因此受到影響。
儘管一個定理一旦被證明就永遠是正確的，我們對一個定理的真正意義的理解之深度，則是伴隨著圍繞著該定理的數學理論的進步而增長的。一旦一個定理的使用範圍被擴大，數學家們便感到它被更好地理解了。例如，關於非零整數對素數模同余的費馬小定理被推廣到關於不可逆數對非零整數模同余的歐拉定理，後者又被推廣為有限群的拉格朗日定理。

## 趣聞
- 在可考歷史中年代最久遠的數學家一般公認是古希臘幾何學家泰勒斯。

- 史上著作與論文總量第二多的是十七世紀的著名瑞士數學家歐拉，他的紀錄一直到二十世紀才被匈牙利數學家保羅·埃尔德什打破。

- 数学家也是满怀感情的，如欧拉，他是历史上最多产的数学家。他有13个孩子，他喜欢把最年幼的孩子放在膝上，而其他的孩子则围着他到处玩耍，正是这样的情况下，他创造并记载了许多伟大的想法，撰写了大量的书籍和论文，泽被后世。约翰·冯·诺伊曼，现代计算机和博弈论之父。他凭借自己照相存储器般的记忆力，身临其境地向未婚妻历数巴黎的风景名胜，最终赢得了芳心。

- 数学中也充满了悲剧。纳什—《美丽心灵》中主人公的原型，常年生活在幻想的孤独和烦躁中，老年时因为读博士期间的几篇论文而获得了诺贝尔奖，最终得到人们的认可。其实他在纯数学上许多工作要更加深刻和具有开创性。维纳，著名的维纳随机过程，一个少年天才和数学巨匠。正是他父亲造就了维纳的天才，同时也完全摧毁了他儿子的自信。

## 参看
- 数学家列表
- 計算員
- 数学笑话
- 《一个数学家的辩白》
- 《数学大师：从芝诺到庞加莱》
- 《数学巨匠：从欧拉到冯·诺伊曼》
- Category:数学题材电影
- 数学

## 外部連結
- MacTutor數學歷史庫 （页面存档备份，存于），非常詳盡的數學家傳記。
- 數學家族譜計畫 （页面存档备份，存于），可以查詢數學家的師承源流。
- 李善兰，创译了许多数学名词（日本語）